# Штейнберг, Михаил Фроимович
Михаи́л Фро́имович Ште́йнберг (при рождении Мо́йше Ште́йнберг; 1933, Кишинёв, Бессарабия, Румыния — 2007, Иерусалим) — украинский и израильский художник, представитель нонконформистского искусства в СССР 1950—1970-х годов. Работал в направлениях сюрреализма и экспрессионизма.

## Биография
Родился в Кишинёве (тогда в составе румынской провинции Бессарабия) в бедной многодетной семье, где был младшим ребёнком. Вырос на Рышкановке (в то время — городская окраина), на бывшей Азиатской улице. В годы Великой Отечественной войны — сначала с семьёй в эвакуации в Ждановске (Азербайджанская ССР), потом с матерью Рухлей (Рухл-Леей) Берковной Штейнберг (в девичестве Колдорарь, 1886—?) в Узбекистане, был арестован и осуждён на 5 лет за воровство (освобождён по амнистии). Отец Фроим-Лейб Иделевич Штейнберг (1878—?) погиб в трудармии, брат — на фронте.
Учился живописи в частных художественных студиях во Львове, где поселился в 1950 году. С 1959 года был дружен с С. И. Параджановым и с его помощью участвовал в несанкционированных выставках во Львове. Первая персональная выставка состоялась в 1971 году в Центральном Доме литераторов в Москве. В 1974 году М. Ф. Штейнберг принял участие в «бульдозерной выставке».
С 1974 года жил в Израиле. Опубликовал книгу воспоминаний о советской художественной жизни «Тень над палитрой» (Иерусалим, 1996). Документальный фильм о творчестве Михаила Штейнберга «Тень над палитрой» (по мотивам книги художника) был снят Романом Винокуром и Александром Абрамовичем.

## Публикации
М. Штейнберг. Тень над палитрой. Иерусалим: Изд. Н. Брусовани, 1996.